# Sevastopol
Sevastopol (în lb. ucraineană și în rusă Севастополь iar Акъяр/Aqyar în tătară crimeeană) este cel mai mare oraș al Republicii Autonome Crimeea, republică aflată în componența Ucrainei, în prezent anexată de Rusia. Este port la Marea Neagră. De la înființarea orașului în 1783, a fost o bază pentru flota rusă de la Marea Neagră. În timpul Războiului Rece din secolul al XX-lea, a fost un oraș închis. Suprafața administrativă totală este de 864 de kilometri pătrați și include o cantitate semnificativă de teren rural. Populația urbană, concentrată în mare parte în jurul Golfului Sevastopol, este de 479.394, iar populația totală este de 547.820 de locuitori.
Sevastopol, împreună cu restul Crimeei, este recunoscut la nivel internațional ca parte a Ucrainei, iar în cadrul legal ucrainean este unul dintre cele două orașe cu statut special (celălalt fiind Kiev). Cu toate acestea, a fost ocupat de Rusia din 27 februarie 2014, înainte ca Rusia să anexeze Crimeea la 18 martie 2014 și să-i dea statutul de oraș federal al Rusiei. Atât Ucraina, cât și Rusia consideră orașul separat din punct de vedere administrativ de Republica Autonomă Crimeea și, respectiv, de Republica Crimeea. Populația orașului are o majoritate etnică rusă și o minoritate substanțială de ucraineni și tătari din Crimeea. 
Caracteristicile navale și maritime unice ale Sevastopolului au stat la baza unei economii puternice. Orașul se bucură de ierni blânde și veri moderat calde, caracteristici care fac din el o stațiune populară pe litoral și o destinație turistică, în principal pentru vizitatorii din fostele republici sovietice. Orașul este, de asemenea, un centru pentru cercetarea biologiei marine. În special, armata a studiat și antrenat delfini în oraș pentru uz militar încă din anii 1960.

## Contextul istoric
Până la declararea independenței Ucrainei, la 24 august 1991, în Baza Navală Sevastopol era staționată Flota militară a Uniunii Sovietice din Marea Neagră, care, după destrămarea URSS, a devenit Flota rusă.
Staționarea Flotei ruse din Marea Neagră în Baza Navală Sevastopol a fost reglementată prin „Acordul de prietenie dintre Ucraina și Federația Rusă” semnat în anul 1997, la vizita lui Boris Elțin la Kiev. După semnare, au continuat să existe tensiuni între cele două state privind „Acordul” și respectarea celor 10 protocoale de aplicare a acestuia. În ceea ce privește semnalizarea maritimă, specialiștii militari din Ucraina considerau că aceasta trebuie să fie sub jurisdicția propriului Minister al Transporturilor. Acordul din 1997 prevedea că problema va fi rezolvată printr-un protocol special, dar acest lucru nu s-a realizat și nu s-au transferat părții ucrainene farurile, care au continuat să aparțină Federației Ruse.
Miercuri, 21 aprilie 2010, Dmitri Medvedev, președintele Rusiei, și omologul său ucrainean Viktor Ianukovici au anunțat menținerea și după 2017 a bazei navale ruse în Ucraina, încă 25 de ani, în schimbul unei reduceri de 30% a prețului pentru gazele naturale ruse livrate Kievului, o reducere considerată ca o parte din chiria plătită de Rusia pentru această bază.
Pe 27 aprilie 2010, parlamentele rus și ucrainean au ratificat acordul de prelungire cu 25 de ani, până în 2042, a contractului de închiriere bazei navale de la Sevastopol de către Flota rusă a Mării Negre.
În iarna 2013-2014, după ce în prealabil a refuzat unilateral semnarea Acordului de asociere al Ucrainei la Uniunea Europeană (parte a Parteneriatului Estic), Ianukovici a fost ținta unor proteste pro-europene de masă, care s-au soldat în cele din urmă cu demiterea sa. 
Pentru ca, printr-o eventuală semnare a Parteneriatului Estic, de noua conducere a Ucrainei, baza navală de la Sevastopol să nu intre sub influența NATO, care ar fi eliminat Flota rusă din Sevastopol, Rusia a organizat Intervenția armată rusă în Ucraina din 2014 care a avut ca rezultat ocuparea si anexarea peninsulei Crimeea.
Geografie
Orașul Sevastopol este situat la vârful de sud-vest al peninsulei Crimeea, într-un perimetru cunoscut sub numele de peninsula Heracles, pe o coastă a Mării Negre. Orașul este desemnat un oraș-regiune special al Ucrainei, care, pe lângă orașul însuși, include și câteva dintre așezările sale periferice. Orașul în sine este concentrat mai ales în partea de vest a regiunii și în jurul lungului Golf Sevastopol . Acest golf este un canion fluvial înecat de creșterea nivelului mării din holocen și ieșirea râului Chorna. Departe, într-o locație îndepărtată la sud-est de Sevastopol, se află fostul oraș Balaklava (din 1957 încorporat în Sevastopol), al cărui golf în epoca sovietică a servit ca port principal pentru submarinele sovietice cu motor diesel.
Linia de coastă a regiunii este în mare parte stâncoasă, într-o serie de golfuri mai mici, dintre care un număr mare sunt situate în Golful Sevastopol. Cele mai mari dintre ele sunt Southern Bay (în Golful Sevastopol), Archer Bay, un complex de golfuri care constă din Deergrass Bay, Bay of Cossack, Salty Bay și multe altele. Există peste treizeci de golfuri în regiunea imediată.
Trei râuri curg prin regiune: Belbek, Chorna și Kacha. Toate cele trei lanțuri muntoase ale Munților Crimeei sunt reprezentate în Sevastopol, lanțul sudic de Munții Balaklavei, lanțul interior de Munții Mekenziev și lanțul exterior de Muntele Kara-Tau (Muntele Negru).

### Clima
Sevastopol are un climat subtropical umed (Köppen: Cfa). Datorită temperaturii medii de vară de 22 °C, se învecinează cu un climat oceanic de patru anotimpuri, cu ierni reci și veri calde.
Temperatura medie anuală este de 15–16 °C în timpul zilei și de aproximativ 9 °C noaptea. În lunile cele mai reci, ianuarie și februarie, temperatura medie este de 5–6 °C în timpul zilei și de aproximativ 1 °C  noaptea. În lunile cele mai calde, iulie și august, temperatura medie este de aproximativ 26 °C în timpul zilei și de aproximativ 19 °C noaptea. În general, sezonul de vară/vacanță durează 5 luni, de la jumătatea lunii mai și până în septembrie, temperatura atingând adesea 20 °C sau mai mult în prima jumătate a lunii octombrie.
Temperatura medie anuală a mării este de 14,2 °C, variind de la 7 °C în februarie până la 24 °C în august. Din iunie până în septembrie, temperatura medie a mării este mai mare de 20 °C. În a doua jumătate a lunii mai și prima jumătate a lunii octombrie; temperatura medie a mării este de aproximativ 17 °C. Precipitațiile medii sunt de aproximativ 400 de milimetri pe an. Există aproximativ 2.345 de ore de soare pe an.

### Turism
Datorită istoriei sale militare, majoritatea străzilor din oraș poartă numele eroilor militari ruși și sovietici. Există sute de monumente și plăci în diferite părți ale Sevastopolului care comemorează trecutul său militar.
Atracțiile includ:
- Rezervația Arheologică Națională Chersonesos
- Muzeul de Artă MP Kroshitsky Sevastopol
- Muzeul de istorie locală din Sevastopol
- Acvariul-Muzeul Institutului de Biologie al Mărilor de Sud al Academiei Naționale de Științe a Ucrainei
- Delfinariul din Sevastopol
- Monumentul corăbiilor scufundate
- Muzeul Panorama (Apărarea eroică a Sevastopolului în timpul războiului Crimeei )
- Malakhov Kurgan (Barrow) cu turnul său alb
- Seiful Amiralilor
- Muzeul Flotei Mării Negre
- Furtuna de la Sapun-gora din 7 mai 1944, Muzeul Dioramei (Al Doilea Război Mondial )
- Complexul muzeal naval „Balaklava”, baza submarină subterană dezafectată, acum deschisă publicului
- Muzeul fraților Cheremetieff „Războiul Crimeii 1853–1856”
- Muzeul forțelor subterane din 1942–1944
- Complexul memorial istoric al muzeului „a 35-a baterie de coastă”
- Muzeul Naval „Bateria lui Michael”
- Cimitirul de război fratern (comunal).[necesită citare]

## Personalități născute aici
- Arkadi Avercenko (1881 - 1925), dramaturg;
- Aleksandr Galici (1918 - 1977), scriitor;
- Aleksei Ceali (n. 1961), om de afaceri;
- Ievgen Hvalkov (n. 1986), istoric.